# Кэрролл, Дэниел Брендон
Дэниел Брендон «Дэн» Кэрролл (англ. Daniel Brendan "Dan" Carroll; 17 февраля 1887, Мельбурн Австралия — 5 августа 1956, Новый Орлеан, США) — австрало-американский регбист, двукратный чемпион летних Олимпийских игр 1908 года (в составе сборной Австралазии) и 1920 года (в составе сборной США).

## Ранние годы и карьера в Австралии
Кэрролл родился в городе Мельбурн, в районе Флемингтон. В раннем детстве он переехал с семьёй в Сидней, учился в колледже святого Алоизия, где начал играть в регби за школьную команду. Позже он поступил в Сиднейский университет, где учился на зубного врача. Играл за любительский клуб «Сент-Джордж» в южном Сиднее, выступая на позиции вингера, а позже перешёл на позицию флай-хава.
Кэрролл участвовал в турне австралийской сборной по Великобритании в 1908—1909 годах, капитаном которой был Падди Моран. Дэн был самым молодым игроком в заявке: ему было всего 20 лет. Свой первый тест-матч он провёл 12 декабря 1908 года против Уэльса в Кардиффе на стадионе «Кардифф Армс Парк»: этот тестовый матч стал первым для Австралии матчем на уровне сборных, состоявшемся в Великобритании, а австралийцы проиграли 6:9. Параллельно турне Кэрролл в составе команды Австралазии (объединённой сборной Австралии и Новой Зеландии) участвовал в Олимпийских играх в Лондоне: в регбийном турнире Австралазию представляла собственно Австралия, которая сыграла матч против команды Великобритании, представленной клубом «Корнуолл» (в британскую команду не прислали своих игроков ни шотландцы, ни ирландцы, также от участия в турнире отказалась Франция). В матче против Великобритании 26 октября 1908 года австралийцы победили 32:3, а Кэрролл набрал 6 очков, занеся две попытки.
От предложения перейти в регбилиг Кэрролл отказался, а в 1912 году принял участие в турне по Канаде и США. Игроки предпочитали развлекаться, нежели играть: это вылилось в два поражения от сборной Калифорнийского университета и три поражения от сборных разных канадских провинций. Свою вторую и последнюю тестовую игру он провёл 16 ноября 1912 года в Беркли против США, в котором австралийцы победили 12:8. Кэрролл сыграл на позиции флай-хава и занёс попытку, а американская пресса, восторженная игрой австралийцев, окрестила их «чемпионами мира».

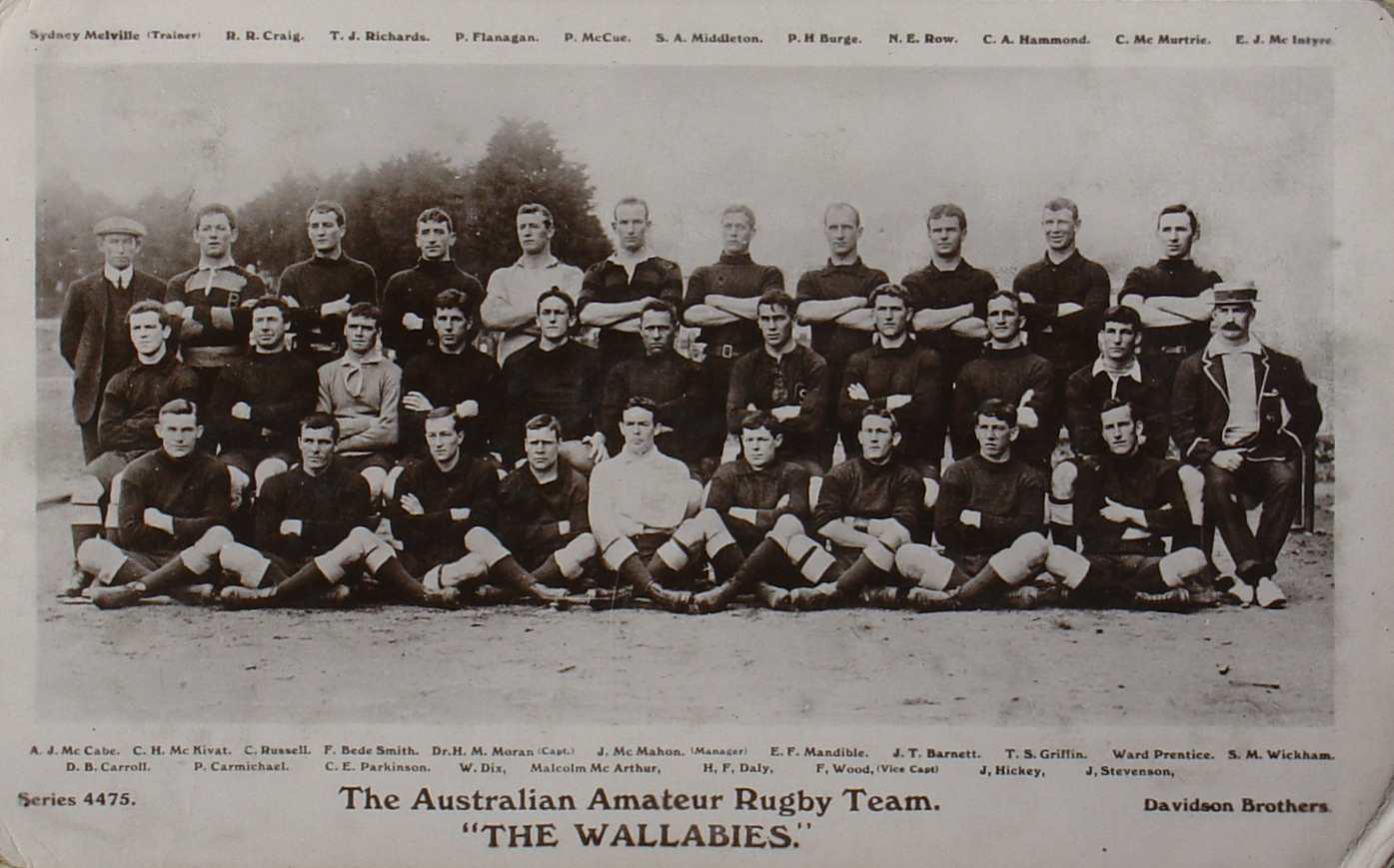
Сборная Австралии в турне 1908—1909 годов: Кэрролл в переднем ряду, крайний слева

## Карьера в США
После турне 1912 года Кэрролл остался жить в США. В 1913 году он сыграл за сборную США матч против новозеландской сборной «Олл Блэкс», в котором новозеландцы победили 51:3. Во время Первой мировой войны он служил в Армии США, дослужившись до звания лейтенанта, и был награждён крестом «За выдающиеся заслуги». В 1920 году он окончил Стэнфордский университет по специальности «геолог», став тренером регбийной команды университета, а в том же году поехал со сборной США на свою вторую Олимпиаду в Антверпен как играющий тренер: выступая на позиции флай-хава, он стал двукратным олимпийским чемпионом, победив французов 5 сентября (американцы выиграли 8:0).
Матч против Франции 10 октября 1920 года стал для Кэрролла третьим в составе американской сборной и последним в его карьере. Австралийский журналист Спиро Завос, цитируя номер некоей стэнфордской газеты 1935 года, утверждал, что Кэрролл провёл 4 года в команде Стэнфордского университета и ещё год играл в американский футбол. Последний матч он в карьере провёл в 1921 году против Британской Колумбии.

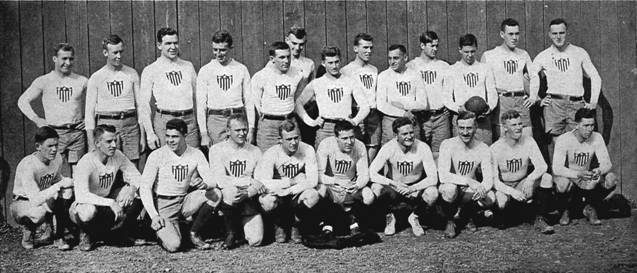
Сборная США 1913 года: Кэрролл в заднем ряду, крайний слева

## После карьеры
После окончания Стэнфордского университета Кэрролл учился в Оксфорде и Королевской горной школе в Англии. В 1921 году он стал работать сотрудником компании Standard Oil. Его супругой стала Хелен Уорден из Грейт-Фолс в 1927 году, в браке родился сын Дэниел Кэрролл-младший. Хелен умерла в 1941 году, Кэрролл скончался в 1956 году в Новом Орлеане (некоторые утверждали, что он проживал последние годы в Сан-Бернардино и даже повторно женился).

## Вопрос о дате рождения
В 1992 году журналист Дэвид Гини в одной из ирландских газет, ссылаясь на американского историка Олимпиад доктора Билла Маллона, заявил, что Дэниел Кэрролл является самым молодым дебютантом в истории регбийных сборных: по мнению Гини, Кэрролл родился 17 февраля 1892 года и в возрасте 16 лет и 286 дней провёл свою первую игру за сборную Австралии. Австралийский журналист Спиро Завос в книге 2000 года «Золотые „Уоллабис“» (англ. Golden Wallabies) опроверг эту версию, сославшись на свидетельство о рождении из архивов Австралийского регбийного союза, в котором была указана дата рождения 17 ноября 1887 года и район Мельбурна Флемингтон в качестве места рождения. Тем не менее, подобная ошибка Гини попала и в некоторые современные спортивные базы данных наподобие DatabaseOlympics.

## Комментарии
1. ↑  Согласно сайту DatabseOlympics.com — 1892 год[3], согласно ESPN — 1887 год[1]